# Distretto di Miguel Iglesias
Il distretto di Miguel Iglesias è uno dei dodici distretti  della provincia di Celendín, in Perù. 
Si trova nella regione di Cajamarca e si estende su una superficie di 235,73 chilometri quadrati.

Istituito il 21 settembre 1943, ha per capitale la città di Chalán; al censimento 2005 contava 4.815 abitanti.